# 阿斯瑪·本·瑪爾萬
阿斯瑪·本·瑪爾萬（阿拉伯语：‎，羅馬化：Asma bint Marwan；?年—624年3月21日），是7世紀麥地那阿拉伯女诗人。在《真主使者的生平》中，因煽动反对穆罕默德而被杀。

## 略述
阿斯瑪及其死亡記錄在伊本·易斯哈格和的 伊本·賽義德作品中。她與她的家族将穆罕默德及其追随者视为不受欢迎的麦地外來者。624年，穆斯林在巴德尔战役中战胜麦加的古萊什部落后，一些穆罕默德的反对者遭杀。為此，她创作诗歌，批评皈依伊斯兰教的当地部落成员，呼吁处死穆罕默德。 在她的诗歌中，她嘲笑麦地那人服从無家族親緣的領袖。 
易斯哈格的敘述中，阿布·阿法克因煽动反抗穆罕默德而遭杀後，阿斯瑪也為此憤慨。她的诗寫到：“在你的族長被杀以后，你能期望从他（穆罕默德）得到好处吗？”并问道：“没有骄傲的人会突然袭击他/切断那些对他有期望的人的希望吗？ ”穆罕默德聞詩下達追殺令，说：“谁能使我摆脱瑪爾萬的女儿呢？” 乌梅尔本· 阿迪· 哈塔米（Umayr bin Adiy al-Khatmi）是個盲人，出身阿斯瑪的丈夫Banu Khatma的部落，便執行這項任務。乌梅尔本趁夜進入阿斯瑪住屋。她正和她的五个孩子一起睡，婴儿紧贴着她的怀抱。乌梅尔本从阿斯玛的怀里移走嬰孩後，杀死了她。 
另一方面， 瓦基迪和伊本·賽義德的紀錄不同於易斯哈格。  在这些紀錄中，阿斯瑪·本·瑪爾萬并非因穆罕默德的追殺令而遇害。阿斯瑪居住地也從麥地那，變成拜德爾。瓦基迪的紀錄中，乌梅尔本獨自殺死阿斯瑪。 